# 顺河乡 (雷波县)
顺河乡，是中华人民共和国四川省凉山彝族自治州雷波县曾经下辖的一个乡。2020年6月，撤销顺河乡，原顺河乡所属行政区域为渡口镇的行政区域。

## 行政区划
顺河乡撤销前下辖以下地区：
瓦屋角村、干海子村和梯田村。